# Гонсдейл (Пенсільванія)
Гонсдейл (англ. Honesdale) — місто (англ. borough) в США, в окрузі Вейн штату Пенсільванія. Населення — 4458 осіб (2020).

## Географія
Гонсдейл розташований за координатами 41°34′33″ пн. ш. 75°15′3″ зх. д. / 41.57583° пн. ш. 75.25083° зх. д. (41.575710, -75.250769). За даними Бюро перепису населення США в 2010 році місто мало площу 10,42 км², з яких 10,05 км² — суходіл та 0,36 км² — водойми.

## Демографія
Згідно з переписом 2010 року, у селищі мешкало 4480 осіб у 2086 домогосподарствах у складі 1147 родин. Густота населення становила 430 осіб/км². Було 2357 помешкань (226/км²).
Расовий склад населення:
| - 96,8 % — білих - 0,9 % — чорних або афроамериканців - 0,4 % — азіатів - 0,1 % — корінних американців |

До двох чи більше рас належало 1,3 %. Частка іспаномовних становила 2,8 % від усіх жителів.
За віковим діапазоном населення розподілялося таким чином: 22,4 % — особи молодші 18 років, 58,8 % — особи у віці 18—64 років, 18,8 % — особи у віці 65 років та старші. Медіана віку мешканця становила 42,1 року. На 100 осіб жіночої статі у селищі припадало 85,5 чоловіків; на 100 жінок у віці від 18 років та старших — 82,1 чоловіків також старших 18 років.
Середній дохід на одне домашнє господарство становив 38 548 доларів США (медіана — 26 513), а середній дохід на одну сім'ю — 48 547 доларів (медіана — 34 793). Медіана доходів становила 40 099 доларів для чоловіків та 25 909 доларів для жінок. За межею бідності перебувало 32,0 % осіб, у тому числі 49,3 % дітей у віці до 18 років та 20,2 % осіб у віці 65 років та старших.
Цивільне працевлаштоване населення становило 1375 осіб. Основні галузі зайнятості: освіта, охорона здоров'я та соціальна допомога — 26,8 %, роздрібна торгівля — 24,6 %, виробництво — 8,6 %, будівництво — 8,0 %.